# Klenov
Klenov (em húngaro: Kelembér) é um município da Eslováquia, situado no distrito de Prešov, na região de Prešov. Tem 15,37 km² de área e sua população em 2018 foi estimada em 234 habitantes.

## Demografia
| Ano:        | 1994 | 2004 | 2014    | 2024 |
| ----------- | ---- | ---- | ------- | ---- |
| Broj ljudi: | 250  | 205  | 231     | 231  |
| Razlika:    |      | -18% | +12,68% | +0%  |

| Ano:               | 2023 | 2024   |
| ------------------ | ---- | ------ |
| Número de pessoas: | 226  | 231    |
| Diferença:         |      | +2,21% |